# Czawdar (obwód Smolan)
Czawdar (bułg. Чавдар) – wieś w Bułgarii, w obwodzie Smolan, w gminie Dospat. W 2024 roku liczyła 280 mieszkańców.

## Historia
W nocy z 26 na 27 września 1913 roku oddziały Pomaków zaatakowały posterunek straży granicznej we wsi Chawdar, mordując popa i sekretarza-poborcę.